# Safi Abdelkader
Safi Abdelkader ist ein Politiker aus dem Tschad.

## Leben
Safi Abdelkader war im Kabinett von Premierminister Joseph Yodoyman 1992 zunächst Minister für Viehzucht. Danach war er 1992 Minister für öffentliche Arbeiten und Verkehr sowie zuletzt von 1992 bis 1993 Finanzminister.